# John R. Glascock

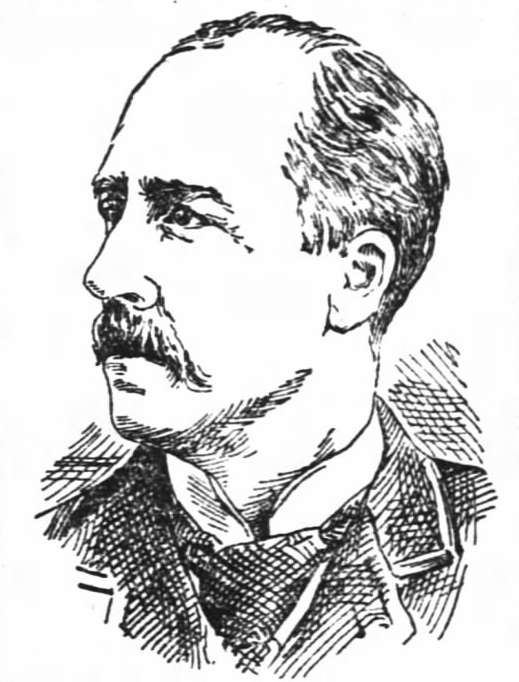
John R. Glascock

John Raglan Glascock (* 25. August 1845 im Panola County, Mississippi; † 10. November 1913 in Woodside, Kalifornien) war ein US-amerikanischer Politiker. Zwischen 1883 und 1885 vertrat er den Bundesstaat Kalifornien im US-Repräsentantenhaus.

## Werdegang
Im Jahr 1856 zog John Glascock mit seinen Eltern nach San Francisco, wo er die öffentlichen Schulen besuchte. Danach studierte er bis 1865 an der University of California in Berkeley. Nach einem anschließenden Jurastudium an der University of Virginia in Charlottesville und seiner 1868 erfolgten Zulassung als Rechtsanwalt begann er in Oakland in diesem Beruf zu arbeiten. Ab 1882 war er auch berechtigt, Fälle vor dem Obersten Bundesgericht zu verhandeln. Zwischen 1875 und 1877 war er Bezirksstaatsanwalt im Alameda County.
Politisch wurde Glascock Mitglied der Demokratischen Partei. Bei den Kongresswahlen des Jahres 1882 wurde er im damals neu eingerichteten fünften Wahlbezirk von Kalifornien in das US-Repräsentantenhaus in Washington, D.C. gewählt, wo er am 4. März 1883 sein neues Mandat antrat. Da er im Jahr 1884 nicht bestätigt wurde, konnte er bis zum 3. März 1885 nur eine Legislaturperiode im Kongress absolvieren. Zwischen 1887 und 1890 amtierte Glascock als Bürgermeister von Oakland. Danach praktizierte er wieder als Anwalt. Er starb am 10. November 1913 in seinem Landhaus in Woodside und wurde in Oakland beigesetzt.